# Thomas Vinterberg
Thomas Vinterberg (Copenhaguen, 19 de maig de 1969) és un director de cinema danès, cofundador del moviment cinematogràfic Dogma 95, amb el qual es buscava recuperar la puresa del cinema establint estrictes regles per simplificar la producció de pel·lícules. Aquesta proposta tan radical i agressiva es va plasmar en una dotzena de pel·lícules que van tenir una gran repercussió al món del cinema. Les més recents obres de Vinterberg no respecten aquests postulats.

## Filmografia

### Curts
Vinterberg va acabar els seus estudis a l'Escola Nacional de Cinema de Dinamarca en 1993 amb la pel·lícula Last Round (Última visita), la qual va guanyar el premi del jurat i dels productors en el Festival Estudiantil Internacional de Cinema de Múnic i el primer premi en el festival de Tel-Aviv, abans de ser nominada a l'Óscar en 1994. El director va rebre a més altres guardons, i nombrosos premis en festivals internacionals pels seus curtmetratges, com el de ficció The Boy Who Walked Backwards (Els nois que caminaven cap enrere, 1994), produït per Birgitte Hald. Aquell mateix any, Vinterberg va fer el seu primer drama televisat, emès per la cadena DR TV.
En 1995, Vinterberg va fundar el moviment Dogma 95 juntament amb Lars von Trier, Kristian Levring i Søren Kragh-Jacobsen.

### Llargmetratges
Va debutar com a director de llargmetratges amb Herois (The Biggest Heroes, en danès De Største Helte, 1996) la qual va rebre diversos premis i va anar molt bé rebuda a Dinamarca.

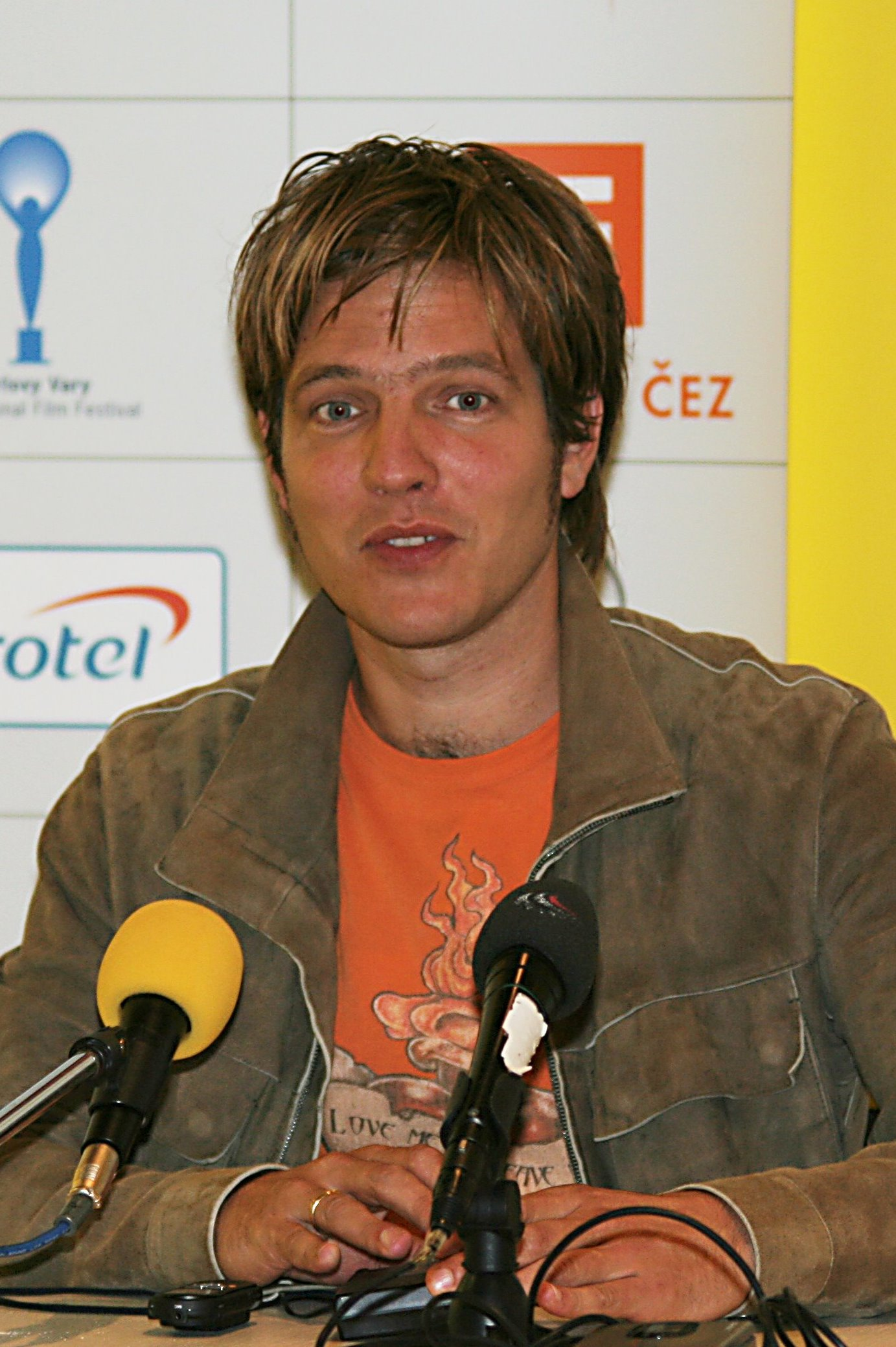
Thomas Vinterberg en 2005.

Amb La celebració de 1998 va col·laborar amb el moviment Dogma i es va convertir en un autor conegut a tot el món. cal destacar que en els crèdits de la pel·lícula i en IMDb no apareix cap director, no obstant això tant ell com la pel·lícula van rebre nombroses nominacions i premis. Aquest film explica la reunió d'una família i amics d'un patriarca per celebrar el seu aniversari. No obstant això, durant el sopar un discurs pronunciat per un dels seus fills farà botar a trossos la celebració i l'alegria dels assistents, transformant-la en un dolorós exercici de memòria i de catarsi. La pel·lícula va rebre el premi del jurat en el Festival de Cannes de 1998, i va ser aclamada per la crítica i el públic. Aquest mateix any Lars Von Trier va dirigir Els idiotes, i ambdues s'han convertit en els exponents de Dogma 95.
En 2002 Vinterberg va escriure, va dirigir i va produir Tot per amor, una apocalíptica història d'amor de ciència-ficció estrenada un any després. Aquesta cinta s'allunya radicalment dels postulats Dogma. Està parlada en anglès i és protagonitzada per actors de renom com Joaquín Phoenix, Sean Penn i Claire Danes no va tenir l'èxit de la seva predecessora.
En 2005 va dirigir Volguda Wendy, escrita per Von Trier, una pel·lícula en la qual un grup de joves marginals nord-americans crea un club secret la filosofia del qual es basa en el pacifisme i la passió per les armes de foc. Encara que la pel·lícula té adeptes i detractors, va ser un fracàs de taquilla fins i tot a Dinamarca, on només va vendre 14.521 entrades. La banda sonora utilitza algunes cançons de The Zombies.
L'1 d'agost de 2008 va dirigir el video musical de la cançó The Day That Never Menges, el primer senzill del disc Death Magnetic del grup Metallica.
En 2010 va dirigir Submarí, una cinta sobre dos germans marcats per la seva infància en una llar amb greus disfuncions. La cinta va estar nominada a l'Os d'Or en el Festival Internacional de Cinema de Berlín de 2010.

### Filmografia
| Any  | Títol iriginal             | Director | Guionista | Notes                   |
| ---- | -------------------------- | -------- | --------- | ----------------------- |
| 1990 | Sneblind                   | Sí       |           | curtmetratge            |
| 1991 | Brudevalsen                | Sí       | Sí        | curtmetratge            |
| 1993 | Sidste omgang              | Sí       | Sí        | curtmetratge            |
| 1993 | Slaget på tasken           | Sí       | Sí        | curtmetratge            |
| 1994 | Drengen der gik baglæns    | Sí       | Sí        | curtmetratge            |
| 1996 | De største helte           | Sí       | Sí        |                         |
| 1998 | Festen (La celebració)     | Sí       | Sí        |                         |
| 2001 | D-Dag                      | Sí       |           | Pel·lícula de televisió |
| 2003 | It's All About Love        | Sí       | Sí        |                         |
| 2005 | Dear Wendy                 | Sí       |           |                         |
| 2007 | En mand kommer hjem        | Sí       | Sí        |                         |
| 2010 | Submarino                  | Sí       | Sí        |                         |
| 2012 | Jagten                     | Sí       | Sí        |                         |
| 2015 | Far from the Madding Crowd | Sí       |           |                         |
| 2016 | Kollektivet                | Sí       | Sí        |                         |
| 2018 | Kursk                      | Sí       |           |                         |
| 2020 | Druk                       | Sí       | Sí        |                         |